# Francisco Escalante Molina
Francisco Gerardo Escalante Molina (La Grita, 29 de enero de 1965) es un eclesiástico y diplomático católico venezolano que actualmente se desempeña como Arzobispo Titular de Gratiana y Nuncio Apostólico en Japón.

## Biografía
Francisco Escalante nació en La Grita, capital del municipio Jáuregui en el Estado Táchira, Venezuela el 29 de enero de 1965.
Realizó sus estudios primarios en el Colegio Santa Rosa de Lima de la Grita y el Bachillerato (secundaria) en el Seminario Menor Santo Tomas de Aquino obteniendo el título de Bachiller en Humanidades. 
Luego de haber concluido sus estudios secundarios y siguiendo su vocación a la vida sacerdotal ingresa en el Seminario Mayor de la Diócesis de San Cristóbal en Venezuela para formarse como futuro sacerdote de esa Iglesia local y donde obtuvo el Baccalaureatus en Filosofía y Teología. Se ha dedicado en su vida sacerdotal al estudio y la vida diplomática y ha obtenido los siguientes títulos: 
- Licenciado en Teología Bíblica, en la Universidad de Navarra,España.
- Doctorado en Derecho Canónico, en la Universidad Lateranense, Roma.

### Sacerdocio
Fue ordenado presbítero en la ciudad de La Grita el 26 de agosto de 1989 por Marco Tulio Ramírez Roa, pasando a formar parte del clero de la Diócesis de San Cristóbal de Venezuela y ocupando diversos cargos en la Iglesia de San Cristóbal como vicario parroquial, párroco, profesor.
En su servicio pastoral en la Diócesis de San Cristóbal se desempeñó en los siguientes cargos:
- Vicario parroquial de la parroquia “Sagrado Corazón de Jesús” en la Fría.
- Director de propedéutico en el Seminario Diocesano “Santo Tomás de Aquino”.
- Director de la pastoral vocacional de la Diócesis.
- Capellán civil en el Cuartel “Negro Primero” en San Cristóbal.

Se incorporó al Servicio Diplomático de la Santa Sede en 1998 y ha desempeñado su labor en las Representaciones Pontificias en Sudán, Ghana, Malta, Nicaragua, Japón y Eslovenia.

## Episcopado

### Nuncio Apostólico
El 19 de marzo de 2016 el papa Francisco lo nombró nuncio apostólico para el Congo y Arzobispo Titular de Gratiana.
Fue consagrado el 28 de mayo de 2016, en la Capilla Jesucristo Sumo y Eterno Sacerdote del Seminario Diocesano Santo Tomás de Aquino, a manos del entonces Nuncio Apostólico en Venezuela, Aldo Giordano.
Sus co-consagrantes fueron el Obispo de San Cristóbal de Venezuela, Mario Moronta y el Obispo Auxiliar de Caracas, José Trinidad Fernández Angulo.
El Papa Francisco lo nombra Nuncio apostólico en la República del Congo, país del continente africano el 19 de marzo de 2016.
Al mismo tiempo, el Papa Francisco también lo nombra nuncio apostólico en Gabón desde el 21 de marzo de 2016, tres días después de su nombramiento para el Congo.
El Papa Francisco lo nombra nuncio apostólico en el país de América insular de Haití el 4 de junio de 2021, hasta enero de 2024.
El Papa Francisco lo nombra nuncio apostólico de Japón el 25 de enero de 2024.